# Motacilla alba yarrellii
Sous-espèce
La Bergeronnette de Yarrell (Motacilla alba yarrellii) est une sous-espèce de la bergeronnette grise (Motacilla alba), espèce d'oiseau appartenant à la famille des Motacillidae. Elle est propre à la Grande-Bretagne et à l'Irlande et d'une manière plus marginale dans les pays voisins (notamment en France) où elle est surtout migratrice et hivernante.

## Description

Les différentes sous-espèces de Bergeronnette grise et leur localisation.

Comparée à la bergeronnette grise, elle a le dos plus foncé, plutôt noir que gris.

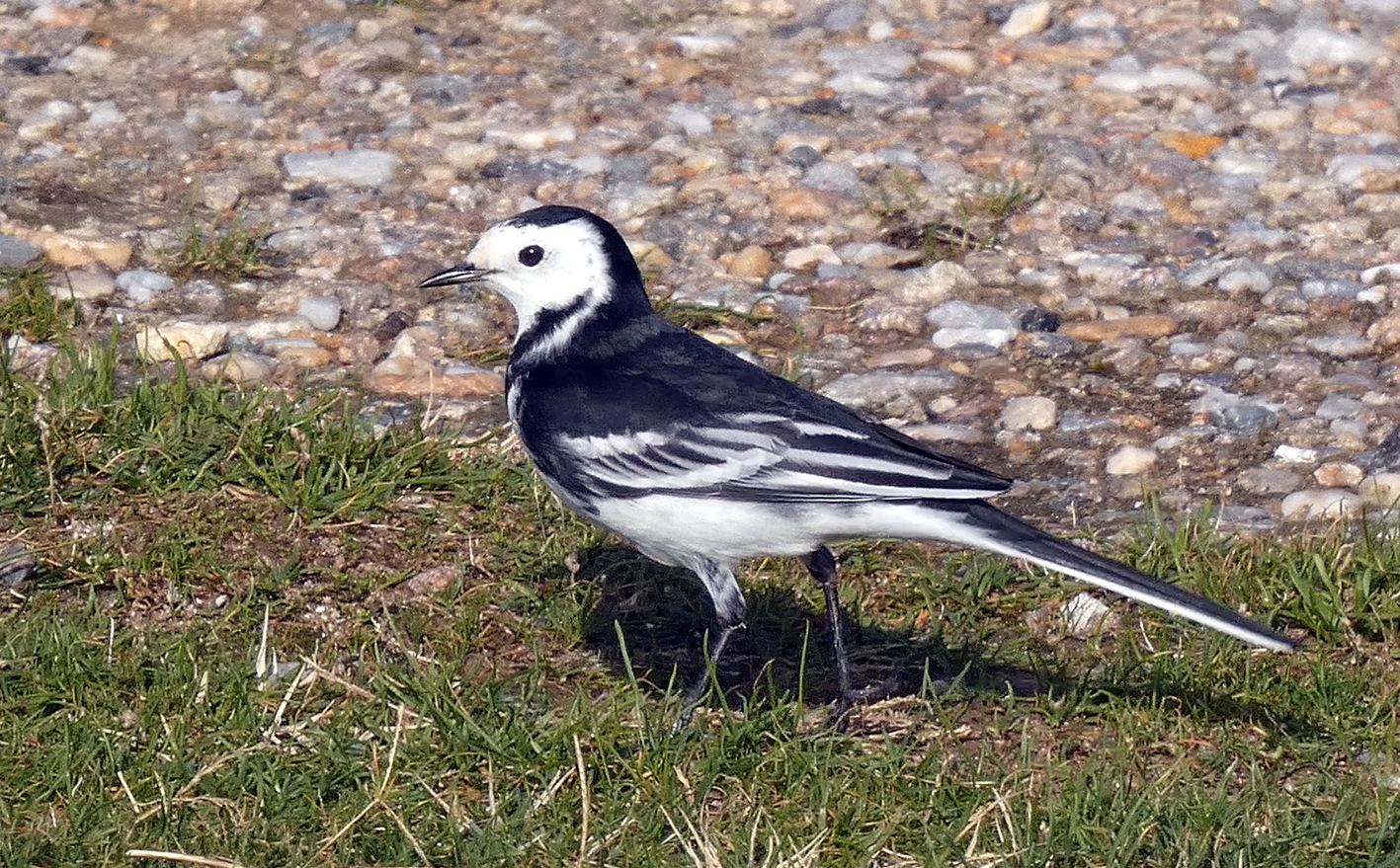
Les Moutiers-en-Retz (France).

## Protection
Cette bergeronnette bénéficie d'une protection totale sur le territoire français depuis l'arrêté ministériel du 17 avril 1981 relatif aux oiseaux protégés sur l'ensemble du territoire.[réf. nécessaire] Il est donc interdit de la détruire, la mutiler, la capturer ou l'enlever, de la perturber intentionnellement ou de la naturaliser, ainsi que de détruire ou enlever les œufs et les nids, et de détruire, altérer ou dégrader son milieu. Qu'elle soit vivante ou morte, il est aussi interdit de la transporter, colporter, de l'utiliser, de la détenir, de la vendre ou de l'acheter.

## Systématique
Elle fut d'abord décrite comme une espèce à part, Motacilla yarrellii Gould, 1837, avant d'être déplacée comme sous-espèce.